# Jim Lambie
Pour les articles homonymes, voir Lambie.
Jim Lambie, né en 1964 à Glasgow (Écosse), est un artiste plasticien utilisant notamment du ruban adhésif en guise de parterre.